# Mitropacup 1991
De Mitropacup 1991 was de 50e editie van deze internationale beker.
De Mitropacup van het seizoen 1990-91 was wederom een minitoernooi, die van 1 juni tot en met 4 juni in de Italiaanse steden Turijn en Pisa plaatsvond. De zes clubs uit Italië, Hongarije, Joegoslavië, Oostenrijk en Tsjechoslowakije, kwamen tegen elkaar uit in twee groepen van drie clubs en de winnaars van beide groepen speelden de finale.
 Groep A  in Turijn
| Club          | Land               | Uitslagen | Land                | Club              |
| ------------- | ------------------ | --------- | ------------------- | ----------------- |
| Torino Calcio | Vlag van Italië    | 1-0       | Vlag van Hongarije  | Veszprémi LC      |
| Torino Calcio | Vlag van Italië    | 1-0       | Vlag van Oostenrijk | SK Vorwärts Steyr |
| Veszprémi LC  | Vlag van Hongarije | 2-2       | Vlag van Oostenrijk | SK Vorwärts Steyr |

 Klassement 
| Plaats | Club              | W : w - g - v | Punten | Doelsaldo |
| ------ | ----------------- | ------------- | ------ | --------- |
| 1      | Torino Calcio     | 2 : 2 - 0 - 0 | 4      | 2-0       |
| 2      | Veszprémi LC      | 2 : 0 - 1 - 1 | 1      | 2-3       |
| 3      | SK Vorwärts Steyr | 2 : 0 - 1 - 1 | 1      | 2-3       |

 Groep B  in Pisa
| Club            | Land              | Uitslagen | Land                 | Club            |
| --------------- | ----------------- | --------- | -------------------- | --------------- |
| SC Pisa         | Vlag van Italië   | 0-0       | Vlag van Tsjechië    | Bohemians Praag |
| SC Pisa         | Vlag van Italië   | 6-0       | Vlag van Joegoslavië | Rad Belgrado    |
| Bohemians Praag | Vlag van Tsjechië | 2-0       | Vlag van Joegoslavië | Rad Belgrado    |

 Klassement 
| Plaats | Club            | W : w - g - v | Punten | Doelsaldo |
| ------ | --------------- | ------------- | ------ | --------- |
| 1      | SC Pisa         | 2 : 1 - 1 - 0 | 3      | 4-1       |
| 2      | Bohemians Praag | 2 : 1 - 1 - 0 | 3      | 4-2       |
| 3      | Rad Belgrado    | 2 : 0 - 0 - 2 | 0      | 3-8       |

 Finale 
| Datum, Plaats  | WINNAAR       | Land            | Uitslagen | Land            | FINALIST |
| -------------- | ------------- | --------------- | --------- | --------------- | -------- |
| 4 juni, Turijn | Torino Calcio | Vlag van Italië | 2-1 nv    | Vlag van Italië | SC Pisa  |

1927 · 1928 · 1929 · 1930 · 1931 · 1932 · 1933 · 1934 · 1935 · 1936 · 1937 · 1938 · 1939 · 1940 · 1951 · 1955 · 1956 · 1957 · 1958 · 1959 · 1960 · 1961 · 1962 · 1963 · 1964 · 1965 · 1966 · 1967 · 1968 · 1969 · 1970 · 1971 · 1972 · 1973 · 1974 · 1975 · 1976 · 1977 · 1978 · 1980 · 1981 · 1982 · 1983 · 1984 · 1985 · 1986 · 1987 · 1988 · 1989 · 1990 · 1991 · 1992